# 藤屋裕子
藤屋 裕子（ふじや ゆうこ、11月24日）は、日本の女性声優。フリー。北海道出身。血液型はO型。

## 人物
81プロデュースに所属していたが、2009年1月をもって退所。フリー期間、TVやラジオにて活動を続けつつ講師として働き、2011年10月にはC&Oプロダクションに所属。2014年8月よりフリーとなり、現在も講師として働いている。
2011年8月に、同年2月から一緒に住んでいた彼氏にプロポーズされ、10月に婚姻届を提出した。

## 出演作品

### テレビアニメ
- ガラスの仮面 平成版（女優A）
- ぜんまいざむらい（ぼたん、ごまちゃん、子供B、赤ちゃん、ネズミ）
- 全力ウサギ（祭り客、ソウチョウチルドレン）
- .hack//Roots（受付A）
- メグとモグ（テス）
- 白い恋人（ホワイト）

### ゲーム
- V.D.-Vanishment Day-（春日恭子[5]）
- ヤタガラス Attack on Cataclysm（服部半蔵鮎香）
- VENUS PROJECT（咲良馨子）

### ドラマCD
- 足洗邸の住人たち単行本第12巻初回限定版同梱（二口女）
- √3＝ (ひとなみにおごれやおなご) vol.1（池鯉鮒・簓[6]）

### ラジオ
- 東京アニメセンターRADIO（第一期アシスタントパーソナリティ、2006年4月〜2007年3月）
- 有楽町アニメ塾（パーソナリティ）

### テレビ
- ふれあい川口（リポーター兼ナレーター:H25年度５月放送分～）
- 7スタLive（CV:きゅぽらん）
- ぜんぷウソ（講師）
- 名探偵コナン15周年華麗なるトリックを暴け！春らんまんスペシャル!!名探偵コナン 沈黙の15分（ヴォイストレーナー）

### ナレーション
- NHK日本の環境モデル都市
- NHKこころフォトスペシャル「記憶の森が命を紡ぐ」
- 三井住友海上VP
- YakultVP
- 誰だって波瀾爆笑ボイスオーバー
- ジョシスタあいく的（2019年2月19日）

### その他
- 埼玉県川口市公式キャラクターきゅぽらん（CV）